# UA Cognac
Union Amicale Cognac Football là một câu lạc bộ bóng đá Pháp được thành lập vào năm 1902. Đội bóng có trụ sở tại thị trấn Cognac và sân vận động của họ là Stade de la Belle Allée. 

## liên kết ngoài
- Trang web chính thức của UA Cognac Lưu trữ ngày 13 tháng 5 năm 2019 tại Wayback Machine (tiếng Pháp)